# 파라스케바스 안차스
파라스케바스 안차스(그리스어: Παρασκευάς Άντζας, 1977년 8월 18일, 동 마케도니아 트라키 주 드라마 ~)는 그리스의 전직 프로 축구 선수로, 현역 시절 중앙 수비수로 활약했다.

## 경력
안차스는 1993년에 판드라마이코스 소속으로 감마 에트니키 경기에 출전하며 프로 무대에 입문했다. 1995년, 그는 알파 에트니키의 스코다 크산티와 계약했다. 1998년, 그는 그리스의 거함 올림피아코스와 계약해 2003년까지 활약하며 76번의 리그 경기에 출전했고, 국제 무대 경기에도 20번(챔피언스리그 18경기, UEFA컵 2경기 1골) 출전했다. 2003년, 그는 올림피아코스에서 밝혀진 이유 없이 떠났지만, 포르투갈에서 열린 유로 2004를 앞두고 그리스 국가대표팀의 주축 선수로 자리를 지켰다. 2003년, 그는 가족 사정으로 축구를 그만두겠다고 ㅓㄴ언했다. 그러나, 그는 독사 드라마에 임대로 입단하며 은퇴를 번복했다. 이후, 그는 그리스 국가대표팀에서의 자리를 잃었다가 2007년에 스코다 크산티에서 올림피아코스로 복귀하며 자리를 되찾았다.
2008년 6월 15일, 그리스가 유로 2008 본선에서 러시아에 패한 이튿날, 안차스는 국가대표팀 은퇴를 선언했다. 2009년 5월 3일, 그는 소속 구단의 은퇴 경기를 치렀다.

## 수상

### 클럽
올림피아코스
- 수페르리가 엘라다: 1998–99, 1999–2000, 2000–01, 2001–02, 2002–03, 2007–08, 2008–09
- 그리스 컵: 1998–99, 2007–08, 2008–09
- 그리스 슈퍼컵: 2007

그리스 U-21
- 유럽 U-21 선수권 대회 준우승: 1998